# Csíkos iszapteknős
A csíkos iszapteknős (Kinosternon baurii) vagy (Cinosternum baurii) a hüllők (Reptilia) osztályába  és a teknősök (Testudines) rendjébe és az iszapteknősfélék (Kinosternidae) családjába tartozó faj.

## Előfordulása
Az Amerikai Egyesült Államokban, a Floridai-félszigeten és Georgia állam déli részén él. Iszapos aljú tavacskák, patakok és mocsaras területek lakója.

## Megjelenésük
Testhossza 12 centiméter. Sötét hátpáncélján három világos csíkk húzodik.

## Életmódja
Csigákkal, férgekkel, és apró állatokkal táplálkozik.

## Szaporodása
Tojásrakása áprilistól júniusig tart, három fészekaljat készít, alkalmanként 1-4 tojással.